# Океанская ГеоТЭС
Океанская ГеоТЭС — выведенная из эксплуатации геотермальная электростанция, расположенная у подножия вулкана Баранского на острове Итуруп в Сахалинской области России.
Название электростанции связано с её непосредственной близостью к Тихому океану.

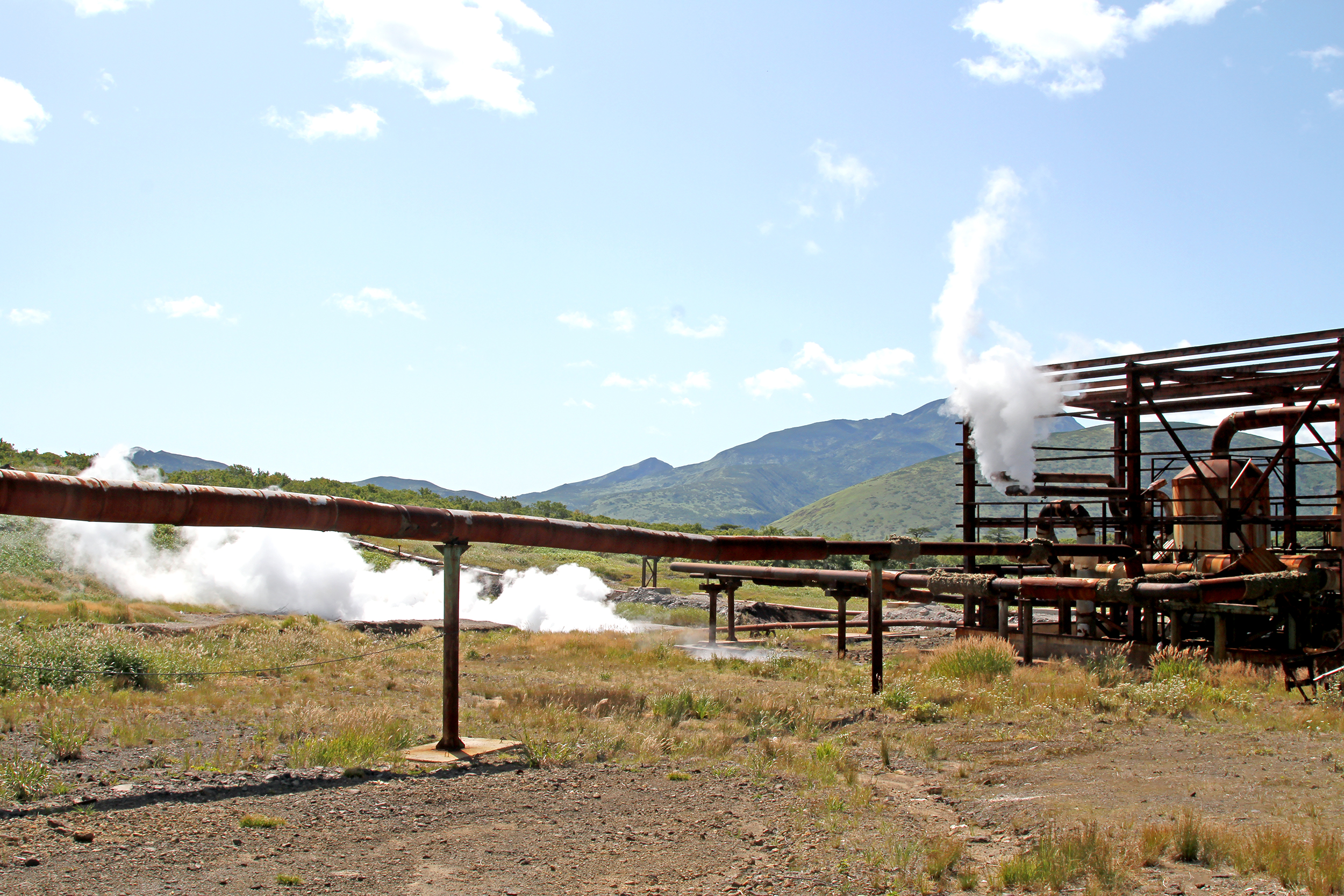
Океанская ГеоТЭС

## История строительства
Развитие источников нетрадиционной энергетики на Курильских островах и освоение геотермальных источников — одно из направлений федеральной целевой программы «Социально-экономическое развитие Курильских островов (Сахалинская область) на 2007—2015 годы», утверждённой Постановлением Правительства РФ от 9 августа 2006 г. № 478. В Постановлении сказано:

На острове Итуруп разведаны и утверждены запасы пароводяной смеси в объёме 29,9 кгс. Этого количества достаточно для обеспечения электроснабжения г. Курильска.
Необходимо осуществить строительство энергетического комплекса «Океанский» на геотермальном месторождении участка Кипящий (21 километр от г. Курильска). Введение объекта в эксплуатацию позволит сэкономить в год около 4 тыс. тонн дизельного топлива (60 млн рублей), себестоимость электроэнергии снизится в 3 раза, повысится качество и надежность электроснабжения.— Постановление Правительства РФ от 9 августа 2006 г. № 478
Заказчик-застройщик — Дирекция программы «Курилы», генпроектировщик — ОАО «Новосибирсктеплоэлектропроект», генподрядчик — ООО «Электросахмонтаж».
- В составе комплекса возводятся два энергомодуля «Туман-2А» мощностью 1,8 МВт каждый, повышающая 10/35 кВ и понижающая 35/6 кВ подстанции, кабельная линия до г. Курильска протяжённостью 23 км, подъездная автодорога длиной 16 км.
- Начало строительства — 1993 год
- Ввод в эксплуатацию — 2007 год

В 2007 году станция введена в эксплуатацию с мощностью 2,5 МВт. Удельные капвложения в первую очередь станции оцениваются в 1500 $/кВт со сроком окупаемости 8 лет.

## Авария в 2013 году
27 февраля на ГеоТЭС «Океанская» произошла авария. Из-за короткого замыкания и скачка напряжения отключилась подстанция. Нагрузка упала и турбогенераторы разогнались до оборотов, не предусмотренных параметрами этих агрегатов. В результате из строя вышел один энергомодуль. Второй был запущен 4 марта на неполную мощность.
После аварии населённые пункты были переключены на 4 дизельные электростанции с. Китовое.

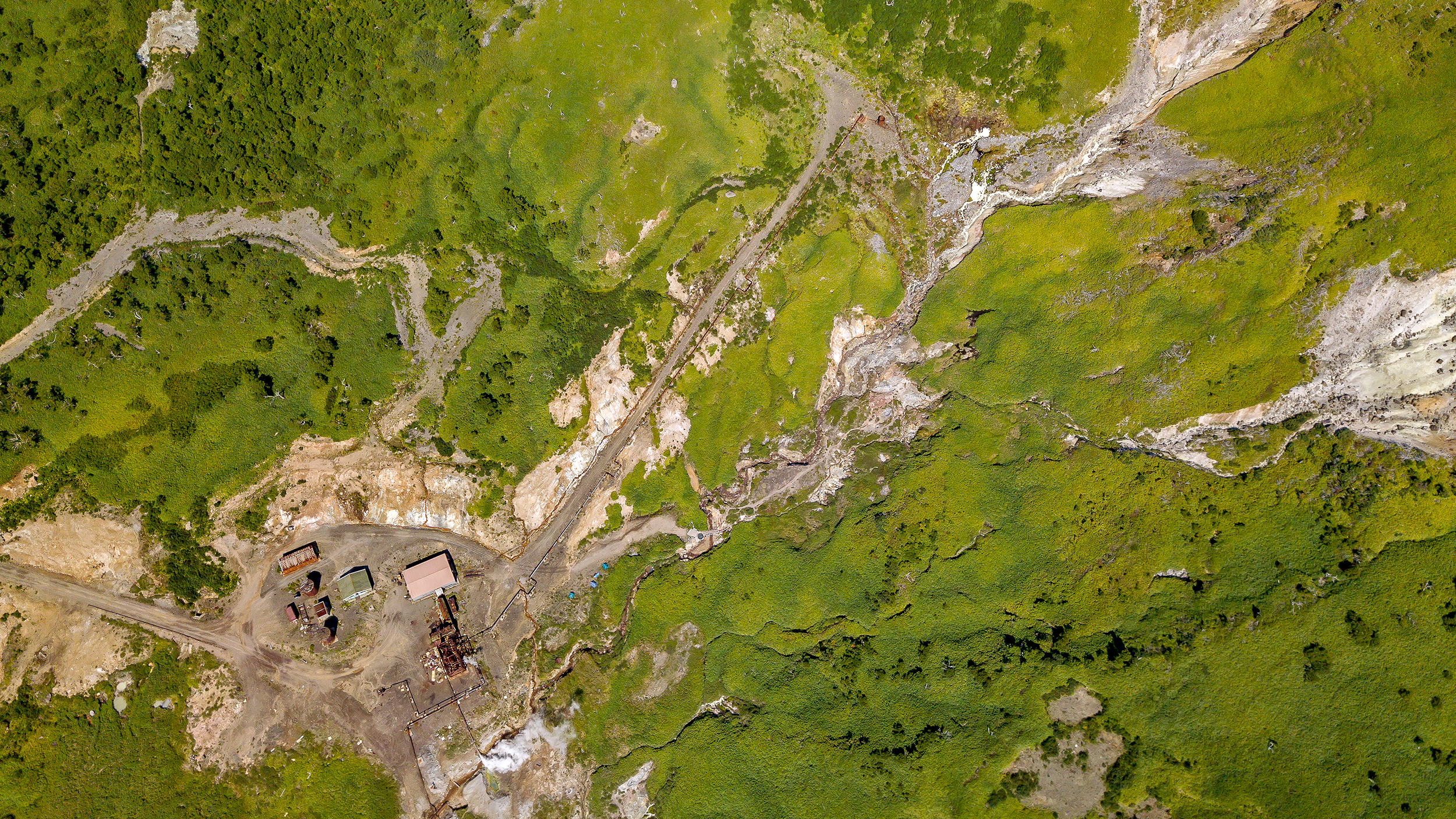
Океанская ГеоТЭС, вид сверху

## Вывод из эксплуатации
«Океанская ГеоТЭС» после череды аварий и её неремонтопригодности в ноябре 2015 года была законсервирована. С ноября 2015 года выработка электроэнергии осуществляется только на ДЭС с. Китовый и ДЭС с. Рейдово (связаны в общий энергоузел ЛЭП 6 — 35 кВ с 2014 года). В 2016 году станция была окончательно закрыта, планируется строительство новой ГеоЭС мощностью до 16 МВт.

## Новый проект («Океанская-2»)
По сообщению пресс-службы правительства Сахалинской области, на месте выведенной из эксплуатации электростанции будет построена новая геотермальная электростанция "Океанская-2" мощностью 5 МВт, с возможностью увеличения до 15 МВт. Стоимость строительства оценивается в 2 млрд. рублей, само строительство будет осуществляться на условиях государственно-частного партнерства. По словам губернатора области Валерия Лимаренко:
Станция "Океанская-2" позволит полностью обеспечить электрической энергией промышленные объекты и жителей Итурупа, уменьшить зависимость отдаленной территории от завоза дизельного топлива.